# Elecciones provinciales de San Juan de 2019
Las elecciones generales de la provincia de San Juan de 2019 se realizaron el 2 de junio. Además de los cargos ejecutivos, se eligieron 36 diputados provinciales.

## Resultados

### Primarias
El 31 de marzo de 2019 se realizaron las elecciones primarias, abiertas, simultáneas y obligatorias (PASO).
| Partido/Alianza                    | Partido/Alianza                    | Lista                              | Fórmula                            | Fórmula                            | Gobernador | Gobernador           | Diputado proporcional | Diputado proporcional |
| Partido/Alianza                    | Partido/Alianza                    | Lista                              | Gobernador                         | Vicegobernador                     | Votos      | % (de votos válidos) | Votos                 | % (de votos válidos)  |
| ---------------------------------- | ---------------------------------- | ---------------------------------- | ---------------------------------- | ---------------------------------- | ---------- | -------------------- | --------------------- | --------------------- |
|                                    | Frente Todos                       | Futuro para todos                  | Sergio Mauricio Uñac               | Roberto Guillermo Gattoni          | 220.102    | 52,81                | 214.167               | 51,26                 |
|                                    | Frente Con Vos                     | Celeste                            | Humberto Marcelo Orrego            | Susana Alicia Laciar               | 127.396    | 30,57                | 121.771               | 29,14                 |
|                                    | Frente San Juan Primero            | Sanjuaninos                        | Martín Turcumán                    | Luis Conrado Suárez Jofré          | 17.019     | 4,08                 | 17.796                | 4,26                  |
|                                    | Cruzada Renovadora                 | Blanca unidad                      | Nancy Avelín                       | Jorge Enrique Alanis               | 8.622      | 2,07                 | 8.318                 | 1,99                  |
|                                    | Dignidad Ciudadana                 | Ideas para San Juan                | Gustavo Emilio Fernández           | Federica Mariconda                 | 7.504      | 1,80                 | 8.034                 | 1,92                  |
|                                    | Nueva Dirigencia                   | Libres                             | Marcelo Daniel Tejada              | Rosa María Roca                    | 5.686      | 1,36                 | 5.868                 | 1,40                  |
|                                    | Partido del Trabajo y del Pueblo   | Ahora el pueblo                    | Alberto Ignacio Agüero             | Claudia Edith Liquitay             | 4.839      | 1,16                 | 4.899                 | 1,17                  |
|                                    | Nueva Izquierda                    | Roja unir y renovar                | Mary Garrido                       | Nanci Estela Avaro                 | 4.011      | 0,96                 | 4.002                 | 0,96                  |
| Votos afirmativos                  | Votos afirmativos                  | Votos afirmativos                  | Votos afirmativos                  | Votos afirmativos                  | 395.179    | 93,64                | 384.855               | 91,19                 |
| Votos en blanco                    | Votos en blanco                    | Votos en blanco                    | Votos en blanco                    | Votos en blanco                    | 21.597     | 5,12                 | 32.975                | 7,81                  |
| Votos válidos                      | Votos válidos                      | Votos válidos                      | Votos válidos                      | Votos válidos                      | 416.776    | 98,76                | 417.830               | 99,01                 |
| Votos nulos                        | Votos nulos                        | Votos nulos                        | Votos nulos                        | Votos nulos                        | 5.252      | 1,24                 | 4.198                 | 0,99                  |
| Total de votos                     | Total de votos                     | Total de votos                     | Total de votos                     | Total de votos                     | 422.028    | 100                  | 422.028               | 100                   |
| Votantes registrados/participación | Votantes registrados/participación | Votantes registrados/participación | Votantes registrados/participación | Votantes registrados/participación | 557.263    | 75,73                | 557.263               | 75,73                 |
| Fuente:                            |                                    |                                    |                                    |                                    |            |                      |                       |                       |

### Gobernador y vicegobernador
El candidato peronista, gobernador electo, se alzó con la victoria en todos los departamentos de la provincia, excepto en el departamento Santa Lucía.
| Sergio Mauricio Uñac     | Roberto Guillermo Gattoni |                       | Frente Todos                     | 232.879 | 55,84 |
| Humberto Marcelo Orrego  | Susana Alicia Laciar      |                       | Frente Con Vos                   | 141.428 | 33,91 |
| Martín Turcumán          | Luis Conrado Suárez Jofré |                       | Frente San Juan Primero          | 16.454  | 3,95  |
| Nancy Avelín             | Jorge Enrique Alanis      |                       | Cruzada Renovadora               | 8.936   | 2,14  |
| Gustavo Emilio Fernández | Federica Mariconda        |                       | Dignidad Ciudadana               | 6.968   | 1,67  |
| Alberto Ignacio Agüero   | Claudia Edith Liquitay    |                       | Partido del Trabajo y del Pueblo | 4.280   | 1,03  |
| Mary Garrido             | Nanci Estela Avaro        |                       | Nueva Izquierda                  | 3.769   | 0,90  |
| Marcelo Daniel Tejada    | Rosa María Roca           |                       | Nueva Dirigencia                 | 2.329   | 0,56  |
| Votos afirmativos        | Votos afirmativos         | Votos afirmativos     | Votos afirmativos                | 417.043 |       |
| Votos en blanco          |                           |                       |                                  |         |       |
| Votos nulos              |                           |                       |                                  |         |       |
| Participación            |                           |                       |                                  |         |       |
| Electores registrados    | Electores registrados     | Electores registrados | Electores registrados            |         | 100   |
| Fuente:                  |                           |                       |                                  |         |       |

### Cámara de Diputados
| Partido/Alianza       | Partido/Alianza                  | Diputado proporcional | Diputado proporcional | Diputado proporcional | Diputado proporcional | Diputado departamental | Diputado departamental | Diputado departamental | Bancas totales |
| Partido/Alianza       | Partido/Alianza                  | Votos                 | %                     | Bancas                | Electos | Votos                  | %                      | Bancas                 | Bancas totales |
| --------------------- | -------------------------------- | --------------------- | --------------------- | --------------------- | --- | ---------------------- | ---------------------- | ---------------------- | -------------- |
|                       | Frente Todos                     | 224.945               | 55,24                 | 11/17                 | Ver electos: - Francisco Gastón Berenguer - Eduardo Omar Cabello - Rubén Alberto Carrión - Juan José Chica - José Luis Estévez - Leonardo César Gioja - Mauro Marinero - María Fernanda Paredes - María Florencia Peñaloza - Horacio Juan Quiroga - Graciela Hilda Seva |                        |                        | 14/19                  | 25/36          |
|                       | Frente Con Vos                   | 137.109               | 33,67                 | 6/17                  | Ver electos: - Enzo Ariel Cornejo - Carlos Gustavo Jaime Quiroga - Nancy Viviana Picón - Marcela Ruth Quiroga - Juan Manuel Roca - Gustavo Walter Usin |                        |                        | 3/19                   | 9/36           |
|                       | Frente San Juan Primero          | 17.856                | 4,38                  |                       | |                        |                        | 2/19                   | 2/36           |
|                       | Cruzada Renovadora               | 8.692                 | 2,13                  |                       | |                        |                        |                        |                |
|                       | Dignidad Ciudadana               | 7.946                 | 1,95                  |                       | |                        |                        |                        |                |
|                       | Partido del Trabajo y del Pueblo | 4.346                 | 1,07                  |                       | |                        |                        |                        |                |
|                       | Nueva Izquierda                  | 3.925                 | 0,96                  |                       | |                        |                        |                        |                |
|                       | Nueva Dirigencia                 | 2.413                 | 0,59                  |                       | |                        |                        |                        |                |
| Votos afirmativos     | Votos afirmativos                | 407.232               |                       |                       | |                        |                        |                        |                |
| Votos en blanco       |                                  |                       |                       |                       | |                        |                        |                        |                |
| Votos nulos           |                                  |                       |                       |                       | |                        |                        |                        |                |
| Participación         |                                  |                       |                       |                       | |                        |                        |                        |                |
| Electores registrados | Electores registrados            |                       | 100                   |                       | 100 |                        |                        |                        |                |
| Fuente:               |                                  |                       |                       |                       | |                        |                        |                        |                |

#### Resultados por departamentos
| 25 de Mayo 1 Diputado   | 25 de Mayo 1 Diputado            | 25 de Mayo 1 Diputado | 25 de Mayo 1 Diputado | 25 de Mayo 1 Diputado           |
| Partido/Alianza         | Partido/Alianza                  | Votos                 | %                     | Electo                          |
| ----------------------- | -------------------------------- | --------------------- | --------------------- | ------------------------------- |
|                         | Frente Todos                     |                       |                       | - Rodolfo Alejandro Jalife      |
|                         | Frente Con Vos                   |                       |                       |                                 |
|                         | Frente San Juan Primero          |                       |                       |                                 |
|                         | Nueva Dirigencia                 |                       |                       |                                 |
|                         | Dignidad Ciudadana               |                       |                       |                                 |
|                         | Partido del Trabajo y del Pueblo |                       |                       |                                 |
| Votos afirmativos       |                                  |                       |                       |                                 |
| Votos en blanco         |                                  |                       |                       |                                 |
| Votos nulos             |                                  |                       |                       |                                 |
| Participación           |                                  |                       |                       |                                 |
| Electores registrados   | Electores registrados            |                       | 100                   |                                 |
| 9 de Julio 1 Diputado   |                                  |                       |                       |                                 |
| Partido/Alianza         | Partido/Alianza                  | Votos                 | %                     | Electo                          |
|                         | Frente Todos                     |                       |                       | - Ramón Miguel Núñez            |
|                         | Frente Con Vos                   |                       |                       |                                 |
|                         | Nueva Dirigencia                 |                       |                       |                                 |
|                         | Frente San Juan Primero          |                       |                       |                                 |
|                         | Dignidad Ciudadana               |                       |                       |                                 |
|                         | Nueva Izquierda                  |                       |                       |                                 |
|                         | Cruzada Renovadora               |                       |                       |                                 |
| Votos afirmativos       |                                  |                       |                       |                                 |
| Votos en blanco         |                                  |                       |                       |                                 |
| Votos nulos             |                                  |                       |                       |                                 |
| Participación           |                                  |                       |                       |                                 |
| Electores registrados   | Electores registrados            |                       | 100                   |                                 |
| Albardón 1 Diputado     |                                  |                       |                       |                                 |
| Partido/Alianza         | Partido/Alianza                  | Votos                 | %                     | Electo                          |
|                         | Frente Todos                     |                       |                       | - Juan Carlos Abarca            |
|                         | Frente Con Vos                   |                       |                       |                                 |
|                         | Frente San Juan Primero          |                       |                       |                                 |
|                         | Partido del Trabajo y del Pueblo |                       |                       |                                 |
|                         | Cruzada Renovadora               |                       |                       |                                 |
|                         | Dignidad Ciudadana               |                       |                       |                                 |
|                         | Nueva Izquierda                  |                       |                       |                                 |
|                         | Nueva Dirigencia                 |                       |                       |                                 |
| Votos afirmativos       |                                  |                       |                       |                                 |
| Votos en blanco         |                                  |                       |                       |                                 |
| Votos nulos             |                                  |                       |                       |                                 |
| Participación           |                                  |                       |                       |                                 |
| Electores registrados   | Electores registrados            |                       | 100                   |                                 |
| Angaco 1 Diputado       |                                  |                       |                       |                                 |
| Partido/Alianza         | Partido/Alianza                  | Votos                 | %                     | Electo                          |
|                         | Frente San Juan Primero          |                       |                       | - Andrés Marcelo Mallea         |
|                         | Frente Todos                     |                       |                       |                                 |
|                         | Frente Con Vos                   |                       |                       |                                 |
|                         | Cruzada Renovadora               |                       |                       |                                 |
|                         | Nueva Dirigencia                 |                       |                       |                                 |
|                         | Dignidad Ciudadana               |                       |                       |                                 |
| Votos afirmativos       |                                  |                       |                       |                                 |
| Votos en blanco         |                                  |                       |                       |                                 |
| Votos nulos             |                                  |                       |                       |                                 |
| Participación           |                                  |                       |                       |                                 |
| Electores registrados   | Electores registrados            |                       | 100                   |                                 |
| Calingasta 1 Diputado   |                                  |                       |                       |                                 |
| Partido/Alianza         | Partido/Alianza                  | Votos                 | %                     | Electo                          |
|                         | Frente Todos                     |                       |                       | - Mario Adrián Romero           |
|                         | Nueva Dirigencia                 |                       |                       |                                 |
|                         | Frente Con Vos                   |                       |                       |                                 |
|                         | Cruzada Renovadora               |                       |                       |                                 |
|                         | Frente San Juan Primero          |                       |                       |                                 |
|                         | Dignidad Ciudadana               |                       |                       |                                 |
| Votos afirmativos       |                                  |                       |                       |                                 |
| Votos en blanco         |                                  |                       |                       |                                 |
| Votos nulos             |                                  |                       |                       |                                 |
| Participación           |                                  |                       |                       |                                 |
| Electores registrados   | Electores registrados            |                       | 100                   |                                 |
| Capital 1 Diputado      |                                  |                       |                       |                                 |
| Partido/Alianza         | Partido/Alianza                  | Votos                 | %                     | Electo                          |
|                         | Frente Todos                     |                       |                       | - Celina Inés Ramella           |
|                         | Frente Con Vos                   |                       |                       |                                 |
|                         | Dignidad Ciudadana               |                       |                       |                                 |
|                         | Cruzada Renovadora               |                       |                       |                                 |
|                         | Frente San Juan Primero          |                       |                       |                                 |
|                         | Nueva Izquierda                  |                       |                       |                                 |
|                         | Partido del Trabajo y del Pueblo |                       |                       |                                 |
|                         | Nueva Dirigencia                 |                       |                       |                                 |
| Votos afirmativos       |                                  |                       |                       |                                 |
| Votos en blanco         |                                  |                       |                       |                                 |
| Votos nulos             |                                  |                       |                       |                                 |
| Participación           |                                  |                       |                       |                                 |
| Electores registrados   | Electores registrados            |                       | 100                   |                                 |
| Caucete 1 Diputado      |                                  |                       |                       |                                 |
| Partido/Alianza         | Partido/Alianza                  | Votos                 | %                     | Electo                          |
|                         | Frente Todos                     |                       |                       | - Gustavo Raúl Rodríguez        |
|                         | Frente Con Vos                   |                       |                       |                                 |
|                         | Frente San Juan Primero          |                       |                       |                                 |
|                         | Dignidad Ciudadana               |                       |                       |                                 |
|                         | Cruzada Renovadora               |                       |                       |                                 |
|                         | Nueva Izquierda                  |                       |                       |                                 |
|                         | Nueva Dirigencia                 |                       |                       |                                 |
|                         | Partido del Trabajo y del Pueblo |                       |                       |                                 |
| Votos afirmativos       |                                  |                       |                       |                                 |
| Votos en blanco         |                                  |                       |                       |                                 |
| Votos nulos             |                                  |                       |                       |                                 |
| Participación           |                                  |                       |                       |                                 |
| Electores registrados   | Electores registrados            |                       | 100                   |                                 |
| Chimbas 1 Diputado      |                                  |                       |                       |                                 |
| Partido/Alianza         | Partido/Alianza                  | Votos                 | %                     | Electo                          |
|                         | Frente Todos                     |                       |                       | - Andrés Horacio Chanampa       |
|                         | Frente Con Vos                   |                       |                       |                                 |
|                         | Frente San Juan Primero          |                       |                       |                                 |
|                         | Partido del Trabajo y del Pueblo |                       |                       |                                 |
|                         | Cruzada Renovadora               |                       |                       |                                 |
|                         | Dignidad Ciudadana               |                       |                       |                                 |
|                         | Nueva Izquierda                  |                       |                       |                                 |
|                         | Nueva Dirigencia                 |                       |                       |                                 |
| Votos afirmativos       |                                  |                       |                       |                                 |
| Votos en blanco         |                                  |                       |                       |                                 |
| Votos nulos             |                                  |                       |                       |                                 |
| Participación           |                                  |                       |                       |                                 |
| Electores registrados   | Electores registrados            |                       | 100                   |                                 |
| Iglesia 1 Diputado      |                                  |                       |                       |                                 |
| Partido/Alianza         | Partido/Alianza                  | Votos                 | %                     | Electo                          |
|                         | Frente San Juan Primero          |                       |                       | - Enrique Daniel Montaño        |
|                         | Frente Todos                     |                       |                       |                                 |
|                         | Frente Con Vos                   |                       |                       |                                 |
|                         | Dignidad Ciudadana               |                       |                       |                                 |
| Votos afirmativos       |                                  |                       |                       |                                 |
| Votos en blanco         |                                  |                       |                       |                                 |
| Votos nulos             |                                  |                       |                       |                                 |
| Participación           |                                  |                       |                       |                                 |
| Electores registrados   | Electores registrados            |                       | 100                   |                                 |
| Jáchal 1 Diputado       |                                  |                       |                       |                                 |
| Partido/Alianza         | Partido/Alianza                  | Votos                 | %                     | Electo                          |
|                         | Frente Todos                     |                       |                       | - Jorge Washington Barifusa     |
|                         | Frente Con Vos                   |                       |                       |                                 |
|                         | Frente San Juan Primero          |                       |                       |                                 |
|                         | Partido del Trabajo y del Pueblo |                       |                       |                                 |
|                         | Dignidad Ciudadana               |                       |                       |                                 |
|                         | Cruzada Renovadora               |                       |                       |                                 |
|                         | Nueva Izquierda                  |                       |                       |                                 |
|                         | Nueva Dirigencia                 |                       |                       |                                 |
| Votos afirmativos       |                                  |                       |                       |                                 |
| Votos en blanco         |                                  |                       |                       |                                 |
| Votos nulos             |                                  |                       |                       |                                 |
| Participación           |                                  |                       |                       |                                 |
| Electores registrados   | Electores registrados            |                       | 100                   |                                 |
| Pocito 1 Diputado       |                                  |                       |                       |                                 |
| Partido/Alianza         | Partido/Alianza                  | Votos                 | %                     | Electo                          |
|                         | Frente Todos                     |                       |                       | - Marcela Gema Monti            |
|                         | Frente Con Vos                   |                       |                       |                                 |
|                         | Frente San Juan Primero          |                       |                       |                                 |
|                         | Cruzada Renovadora               |                       |                       |                                 |
|                         | Dignidad Ciudadana               |                       |                       |                                 |
|                         | Partido del Trabajo y del Pueblo |                       |                       |                                 |
|                         | Nueva Izquierda                  |                       |                       |                                 |
|                         | Nueva Dirigencia                 |                       |                       |                                 |
| Votos afirmativos       |                                  |                       |                       |                                 |
| Votos en blanco         |                                  |                       |                       |                                 |
| Votos nulos             |                                  |                       |                       |                                 |
| Participación           |                                  |                       |                       |                                 |
| Electores registrados   | Electores registrados            |                       | 100                   |                                 |
| Rawson 1 Diputado       |                                  |                       |                       |                                 |
| Partido/Alianza         | Partido/Alianza                  | Votos                 | %                     | Electo                          |
|                         | Frente Todos                     |                       |                       | - Juan Carlos Gioja             |
|                         | Frente Con Vos                   |                       |                       |                                 |
|                         | Cruzada Renovadora               |                       |                       |                                 |
|                         | Frente San Juan Primero          |                       |                       |                                 |
|                         | Dignidad Ciudadana               |                       |                       |                                 |
|                         | Nueva Izquierda                  |                       |                       |                                 |
|                         | Partido del Trabajo y del Pueblo |                       |                       |                                 |
| Votos afirmativos       |                                  |                       |                       |                                 |
| Votos en blanco         |                                  |                       |                       |                                 |
| Votos nulos             |                                  |                       |                       |                                 |
| Participación           |                                  |                       |                       |                                 |
| Electores registrados   | Electores registrados            |                       | 100                   |                                 |
| Rivadavia 1 Diputado    |                                  |                       |                       |                                 |
| Partido/Alianza         | Partido/Alianza                  | Votos                 | %                     | Electo                          |
|                         | Frente Con Vos                   |                       |                       | - Sergio David Miodowsky        |
|                         | Frente Todos                     |                       |                       |                                 |
|                         | Dignidad Ciudadana               |                       |                       |                                 |
|                         | Cruzada Renovadora               |                       |                       |                                 |
|                         | Frente San Juan Primero          |                       |                       |                                 |
|                         | Nueva Izquierda                  |                       |                       |                                 |
|                         | Partido del Trabajo y del Pueblo |                       |                       |                                 |
|                         | Nueva Dirigencia                 |                       |                       |                                 |
| Votos afirmativos       |                                  |                       |                       |                                 |
| Votos en blanco         |                                  |                       |                       |                                 |
| Votos nulos             |                                  |                       |                       |                                 |
| Participación           |                                  |                       |                       |                                 |
| Electores registrados   | Electores registrados            |                       | 100                   |                                 |
| San Martín 1 Diputado   |                                  |                       |                       |                                 |
| Partido/Alianza         | Partido/Alianza                  | Votos                 | %                     | Electo                          |
|                         | Frente Con Vos                   |                       |                       | - Miguel Ángel Sánchez          |
|                         | Frente Todos                     |                       |                       |                                 |
|                         | Nueva Dirigencia                 |                       |                       |                                 |
|                         | Cruzada Renovadora               |                       |                       |                                 |
|                         | Dignidad Ciudadana               |                       |                       |                                 |
|                         | Frente San Juan Primero          |                       |                       |                                 |
|                         | Partido del Trabajo y del Pueblo |                       |                       |                                 |
| Votos afirmativos       |                                  |                       |                       |                                 |
| Votos en blanco         |                                  |                       |                       |                                 |
| Votos nulos             |                                  |                       |                       |                                 |
| Participación           |                                  |                       |                       |                                 |
| Electores registrados   | Electores registrados            |                       | 100                   |                                 |
| Santa Lucía 1 Diputado  |                                  |                       |                       |                                 |
| Partido/Alianza         | Partido/Alianza                  | Votos                 | %                     | Electo                          |
|                         | Frente Con Vos                   |                       |                       | - Carlos Antonio Platero Magias |
|                         | Frente Todos                     |                       |                       |                                 |
|                         | Dignidad Ciudadana               |                       |                       |                                 |
|                         | Cruzada Renovadora               |                       |                       |                                 |
|                         | Frente San Juan Primero          |                       |                       |                                 |
|                         | Nueva Izquierda                  |                       |                       |                                 |
|                         | Partido del Trabajo y del Pueblo |                       |                       |                                 |
|                         | Nueva Dirigencia                 |                       |                       |                                 |
| Votos afirmativos       |                                  |                       |                       |                                 |
| Votos en blanco         |                                  |                       |                       |                                 |
| Votos nulos             |                                  |                       |                       |                                 |
| Participación           |                                  |                       |                       |                                 |
| Electores registrados   | Electores registrados            |                       | 100                   |                                 |
| Sarmiento 1 Diputado    |                                  |                       |                       |                                 |
| Partido/Alianza         | Partido/Alianza                  | Votos                 | %                     | Electo                          |
|                         | Frente Todos                     |                       |                       | - Federico Alberto Hensel       |
|                         | Frente Con Vos                   |                       |                       |                                 |
|                         | Frente San Juan Primero          |                       |                       |                                 |
|                         | Nueva Dirigencia                 |                       |                       |                                 |
|                         | Cruzada Renovadora               |                       |                       |                                 |
|                         | Partido del Trabajo y del Pueblo |                       |                       |                                 |
| Votos afirmativos       |                                  |                       |                       |                                 |
| Votos en blanco         |                                  |                       |                       |                                 |
| Votos nulos             |                                  |                       |                       |                                 |
| Participación           |                                  |                       |                       |                                 |
| Electores registrados   | Electores registrados            |                       | 100                   |                                 |
| Ullum 1 Diputado        |                                  |                       |                       |                                 |
| Partido/Alianza         | Partido/Alianza                  | Votos                 | %                     | Electo                          |
|                         | Frente Todos                     |                       |                       | - Alfredo Simón Ortiz           |
|                         | Frente Con Vos                   |                       |                       |                                 |
|                         | Frente San Juan Primero          |                       |                       |                                 |
|                         | Partido del Trabajo y del Pueblo |                       |                       |                                 |
|                         | Cruzada Renovadora               |                       |                       |                                 |
|                         | Nueva Dirigencia                 |                       |                       |                                 |
|                         | Dignidad Ciudadana               |                       |                       |                                 |
| Votos afirmativos       |                                  |                       |                       |                                 |
| Votos en blanco         |                                  |                       |                       |                                 |
| Votos nulos             |                                  |                       |                       |                                 |
| Participación           |                                  |                       |                       |                                 |
| Electores registrados   | Electores registrados            |                       | 100                   |                                 |
| Valle Fértil 1 Diputado |                                  |                       |                       |                                 |
| Partido/Alianza         | Partido/Alianza                  | Votos                 | %                     | Electo                          |
|                         | Frente Todos                     |                       |                       | - Silvio Marcelo Atencio        |
|                         | Frente San Juan Primero          |                       |                       |                                 |
|                         | Frente Con Vos                   |                       |                       |                                 |
|                         | Dignidad Ciudadana               |                       |                       |                                 |
| Votos afirmativos       |                                  |                       |                       |                                 |
| Votos en blanco         |                                  |                       |                       |                                 |
| Votos nulos             |                                  |                       |                       |                                 |
| Participación           |                                  |                       |                       |                                 |
| Electores registrados   | Electores registrados            |                       | 100                   |                                 |
| Zonda 1 Diputado        |                                  |                       |                       |                                 |
| Partido/Alianza         | Partido/Alianza                  | Votos                 | %                     | Electo                          |
|                         | Frente Todos                     |                       |                       | - Edgardo Emilio Sancassani     |
|                         | Frente San Juan Primero          |                       |                       |                                 |
|                         | Frente Con Vos                   |                       |                       |                                 |
|                         | Dignidad Ciudadana               |                       |                       |                                 |
|                         | Partido del Trabajo y del Pueblo |                       |                       |                                 |
|                         | Cruzada Renovadora               |                       |                       |                                 |
| Votos afirmativos       |                                  |                       |                       |                                 |
| Votos en blanco         |                                  |                       |                       |                                 |
| Votos nulos             |                                  |                       |                       |                                 |
| Participación           |                                  |                       |                       |                                 |
| Electores registrados   | Electores registrados            |                       | 100                   |                                 |